# Fiesta (álbum de Raffaella Carrá)
Fiesta es el noveno álbum de la cantante italiana Raffaella Carrá lanzado en 1977 por el sello CGD. El disco nace a razón del éxito de la canción «Fiesta», la cual fue ampliamente popular en Italia, España, Canadá y Argentina. El disco fue producido por Gianni Boncompagni. 
Fiesta está influenciado por el pop de la época. En la versión italiana y canadiense del disco hay canciones tanto en inglés como en italiano, mientras que en la versión española se adaptaron las letras al idioma. En 1977 Raffaella Carrá fue nominada a los premios "Canadian Disco Awards" por este disco.
Como parte de la promoción de Fiesta, Carrá realizó una gira visitando Argentina, Chile, Perú y México en 1979.

## Lista de canciones

### Edición Italia(CGD 20018)[2]
Lado "A"
| N.º | Título                      | Duración |  |
| 1.  | «Festa»                     | 3:22     |  |
| 2.  | «Dreamin' of you»           | 4:29     |  |
| 3.  | «Non dobbiamo litigare piú» | 3:21     |  |
| 4.  | «Vola»                      | 4:30     |  |
| 5.  | «I thank you life»          | 3:53     |  |

Lado "B"
| N.º | Título                | Duración |  |
| 1.  | «Mi sento bella»      | 3:40     |  |
| 2.  | «How you doin'»       | 3:40     |  |
| 3.  | «Le presidente»       | 3:41     |  |
| 4.  | «Ma ne sai piú di me» | 3:39     |  |
| 5.  | «Melodia»             | 4:04     |  |

### Edición Canadá(PFS 90425)[3]
Lado "A"

|     |                             |          |  |  |  |  |  |  |  |  |
| N.º | Título                      | Duración |  |  |  |  |  |  |  |  |
| 1.  | «Fiesta (Versión francesa)» | 3:22     |  |  |  |  |  |  |  |  |
| 2.  | «Dreamin' of you»           | 4:29     |  |  |  |  |  |  |  |  |
| 3.  | «Non dobbiamo litigare piú» | 3:21     |  |  |  |  |  |  |  |  |
| 4.  | «Vola»                      | 4:30     |  |  |  |  |  |  |  |  |
| 5.  | «I thank you life»          | 3:53     |  |  |  |  |  |  |  |  |
| 6.  | «Rumore»                    | 3:10     |  |  |  |  |  |  |  |  |

Lado "B"

|     |                             |          |  |  |  |  |  |  |  |  |
| N.º | Título                      | Duración |  |  |  |  |  |  |  |  |
| 1.  | «Le presidente»             | 3:41     |  |  |  |  |  |  |  |  |
| 2.  | «How you doin'»             | 3:40     |  |  |  |  |  |  |  |  |
| 3.  | «L'amour qui te prend»      | 3:30     |  |  |  |  |  |  |  |  |
| 4.  | «Melodia»                   | 4:04     |  |  |  |  |  |  |  |  |
| 5.  | «L'amour en chamaille»      | 3:21     |  |  |  |  |  |  |  |  |
| 6.  | «Fiesta (Versión italiana)» | 3:22     |  |  |  |  |  |  |  |  |

### Edición España(S 82071)[4]
Lado "A"
|     |                              |          |  |  |  |  |  |  |  |  |
| N.º | Título                       | Duración |  |  |  |  |  |  |  |  |
| 1.  | «Fiesta»                     | 3:22     |  |  |  |  |  |  |  |  |
| 2.  | «Soñando contigo»            | 4:29     |  |  |  |  |  |  |  |  |
| 3.  | «En el amor todo es empezar» | 2:45     |  |  |  |  |  |  |  |  |
| 4.  | «Vola»                       | 4:30     |  |  |  |  |  |  |  |  |
| 5.  | «Gracias a la vida»          | 3:53     |  |  |  |  |  |  |  |  |

Lado "B"
|     |                          |          |  |  |  |  |  |  |  |  |
| N.º | Título                   | Duración |  |  |  |  |  |  |  |  |
| 1.  | «53-53-456»              | 3:21     |  |  |  |  |  |  |  |  |
| 2.  | «Cómo estás»             | 3:40     |  |  |  |  |  |  |  |  |
| 3.  | «Fuerte, fuerte, fuerte» | 3:47     |  |  |  |  |  |  |  |  |
| 4.  | «Ma ne sai piú di me»    | 3:39     |  |  |  |  |  |  |  |  |
| 5.  | «Melodía»                | 4:04     |  |  |  |  |  |  |  |  |

## Créditos y personal
- Raffaella Carrá: Vocalista principal, corista.
- Gianni Boncompagni: Productor, compositor y director de orquesta.
- Chiara Samugheo: Fotografía.
- J. Desjardins: Realización artística.
- Trevor Bailey: Dirección de diseño.
- M. W. Herzog: Dirección artística.

Créditos tomados de la contraportada del disco.

## Posicionamiento
| País (Lista)                            | Posición |
| --------------------------------------- | -------- |
| España Billboard Hits of the World (LP) | 8        |